# KAMINI
Le KAMINI (pour Kalpakkam Mini reactor) est un réacteur de recherche du Centre Indira Gandhi pour la recherche atomique situé à Kalpakkam, en Inde. Il a effectué sa première divergence le 29 octobre 1996. Conçu et construit conjointement par le Centre de recherche atomique Bhabha et le Centre Indira Gandhi pour la recherche atomique (en), il possède une capacité thermique maximale de 30 KWth.
Le KAMINI est refroidi et modéré par de l'eau légère et est alimenté avec de l'uranium 233 métal produit par le cycle du combustible au thorium exploité par le réacteur FTBR (en) voisin.
En 2006, il s'agissait du seul réacteur au thorium expérimental dans le monde.
Le KAMINI a été le premier et est actuellement le seul réacteur au monde conçu spécifiquement pour utiliser comme combustible de l'uranium-233. L'utilisation des grandes réserves de thorium pour produire du combustible nucléaire est une stratégie clé du programme d'énergie nucléaire de l'Inde.